# مايرون إل. بندر
مايرون إل. بندر (بالإنجليزية: Myron L. Bender)‏ هو كيميائي وعالم كيمياء حيوية أمريكي، ولد في 1924، وتوفي في 1988.